# Wimbledon Championships 1884
Die achten Wimbledon Championships fanden 1884 auf dem Areal des All England Lawn Tennis and Croquet Club an der Worple Road statt.
Zum ersten Mal wurde neben dem Herreneinzel auch ein Herrendoppelturnier veranstaltet. Englische Meisterschaften im Herrendoppel waren bereits seit 1879 an der University of Oxford ausgetragen worden, jedoch hatte das Interesse der Spieler und Zuschauer dort stetig abgenommen, so dass die dortigen Verantwortlichen das Turnier nach Wimbledon abgaben. Darüber hinaus führte man einen Dameneinzelwettbewerb ein, der nach Abschluss des Herreneinzelturniers ausgetragen wurde. Die Siegerin Maud Watson erhielt einen silbernen Blumenkorb im Wert von 20 Guineen, ihre zweitplatzierte Schwester Lilian einen silbernen Handspiegel und eine silberne Haarbürste. Erste Bestrebungen, einen Damenwettbewerb zu initiieren, waren 1879 noch abgelehnt worden. Die Abhaltung wurde mehrfach kritisiert; unter anderem wurde gefordert, den Damenwettbewerb in einem abgelegenen Bereich des Geländes abzuhalten. Englische Meisterschaften im Damendoppel fanden ab 1885 in Buxton statt und wurden erst 1913 nach Wimbledon verlegt.
Nach dem Turnier wurden die Regeln angepasst: Der Ball durfte nun an den Netzpfosten außen vorbei gespielt werden.

## Herreneinzel
Das All-Comers-Finale bestritten Herbert Lawford und Charles Walder Grinstead, das Lawford in vier Sätzen gewann. In der Challenge Round deklassierte der Titelverteidiger William Renshaw, obwohl durch einen Tennisarm gehandicapt, den Herausforderer Lawford in drei Sätzen, wobei er den ersten Satz mit 6:0 in elf Minuten gewann.
Mit den US-Amerikanern Richard Sears, James Dwight und Arthur Rives traten zum ersten Mal Spieler von außerhalb des Vereinigten Königreichs beim Turnier an.

## Dameneinzel

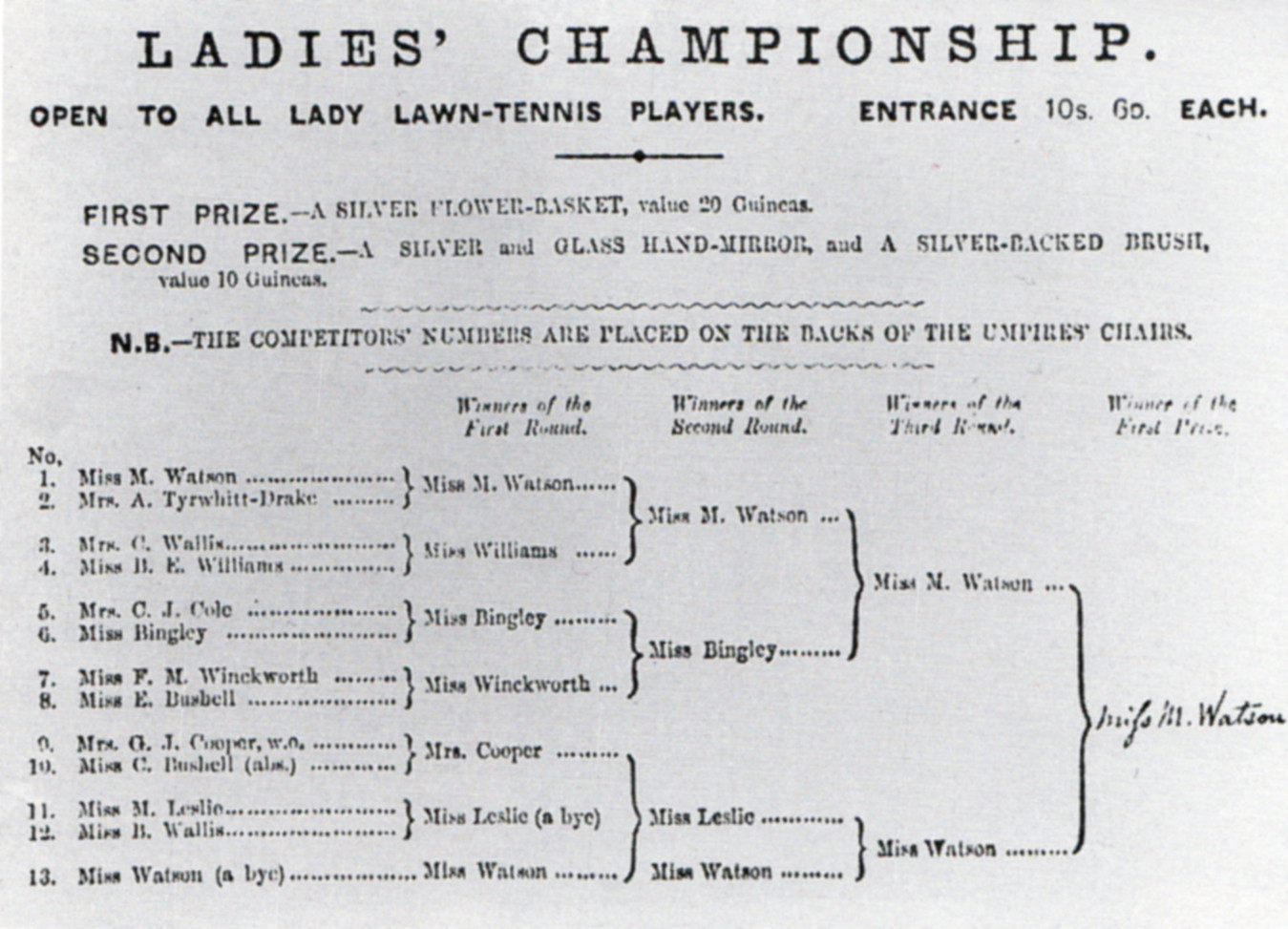
Programm der Damen, 1884

Am ersten Wimbledon-Turnier der Damen nahmen 13 Spielerinnen teil. Das Finale gewann die 19-jährige Maud Watson gegen ihre sieben Jahre ältere Schwester Lilian in drei Sätzen mit 6:8, 6:3 und 6:3. Maud Watson hatte seit ihrer ersten Teilnahme an einem Turnier im Jahre 1881 kein Spiel verloren.

## Herrendoppel
Das erste Herrendoppelturnier in Wimbledon gewannen die Brüder Renshaw gegen Ernest Wool Lewis und Edward Lake Williams mit 6:3, 6:1, 1:6 und 6:4.